# Palestijns-Arabisch
Het Palestijns-Arabisch is het dialect dat wordt gesproken door de in Palestina geboren Palestijnen en door joden die zich voor 1948 in het toenmalige Palestina vestigden.
Dit dialect lijkt veel op het Syrische en Libanese dialect maar heeft ook invloeden ondergaan van het Hebreeuws en het Engels. Verder zijn er nog regionale verschillen en klinkt het dialect in steden en op het platteland ook verschillend.